# Alvin és a mókusok (filmsorozat)
Az Alvin és a mókusok amerikai filmsorozat, amely a Ross Bagdasarian, Jr. által tervezett, azonos nevű Alvin és a mókusok „Zenei csoport” témáján alapul.

## Filmek

### Alvin és a mókusok a világ körül (1987)
Amikor David Seville üzleti útra indul Európába, a mókusok, Alvin, Simon és Theodore otthon maradnak a babysitterükkel, Miss Beatrice Millerrel. Míg hárman harminc nap alatt egy játékot játszanak az Around the World harminc nap alatt, addig Alvin és Brittany azon vitatkoznak, hogy melyik nyerne tényleges versenyt szerte a világon, mivel Brittany megverte Alvint a videojátékban. Claudia és Klaus Furschtein gyémántcsempészek meghallgatják a beszélgetést, és megkeresik a gyerekeket, mondván, hogy biztosítják számukra az eszközöket egy valódi, hőlégballonos versenyre a világ körül, a győztes 100 000 dollárt kap.

### Alvin és a mókusok kalandjai Frankensteinnel (1999)
Amikor a mókusok szünetet tartanak koncertjükön, eltévednek, és végül bezárkóznak a parkba. Eljutnak a "Frankenstein kastély" nevezetességéhez, ahol egy igazi Dr. Victor Frankenstein dolgozik szörnyén. A szörnyet életre hívják, és az orvos elküldi a mókusok üldözésére. Menekülésük során a szörny előkeresi Theodore ledobott mackóját. Most a mókusokon múlik, hogy visszakapja-e a mackóját, és tegyen valamit a szörnyeteggel.

### Alvin és a mókusok kalandjai a farkasemberrel (2000)
Amikor Alvinnak rémálmai vannak a farkasemberrel való találkozástól, ami rémületében visítva ébredt fel, Simon és Dave arra a következtetésre jutottak, hogy Alvin túl sok horrorfilmet nézett éjszaka. Alvin szerint azért van, mert új szomszédjuk, Lawrence Talbot kúszik ki és feltételezi, hogy rejteget valamit. Theodore-nak gondjai vannak Nathan-nal, egy zaklatóval, és nem megy segítségért az igazgatóhoz, aki Alvin napi balhéi miatt tervezi a nyugdíjazást; Alvin azonban kitart érte.

### Alvin és a mókusok (2007)
Egy fatelepen három zeneileg hajlandó mókus, Alvin (Justin Long), a huncut rendbontó, Simon (Matthew Gray Gubler), a hármas okos, és Theodore (Jesse McCartney) a dundi kedves mókus vágják meg a fájukat és Los Angelesbe szállítják. Odaérve megismerkednek frusztrált dalszövegíróval, David Sevillával (Jason Lee), és a gyenge házromlási első benyomás ellenére imponálnak énekes tehetségükkel. Látva a siker lehetőségét, az emberi és a mókusok is egyezséget kötnek számukra, hogy elénekeljék dalait. Noha ez az ambíció elkeserítő küzdelmet bizonyít a nehéz trióval, az álom mégis valóra válik. Ez a siker azonban saját megpróbáltatásait mutatja be, mivel gátlástalan rekordvezetőjük, Ian Hawke (David Cross) azt tervezi, hogy feloszlatja ezt a családot a fiúk kizsákmányolása érdekében. Felfedezhetik-e Dave és a mókusok a körülöttük lévő felszínes csillogás közepette azt, amit igazán értékelnek?

### Alvin és a mókusok 2. (2009)
Popszenzációk: Alvin (Justin Long), Simon (Matthew Grey Gubler) és Theodore (Jesse McCartney) végül Dave Seville (Jason Lee) huszonéves unokatestvérének, Toby (Zachary Levi) gondozásában vannak. A fiúknak félre kell tenniük a zenei sztárságot, hogy visszatérjenek az iskolába, és feladata az iskola zenei programjának megmentése azáltal, hogy elnyerték a 25 000 dolláros díjat a zenekarok csatájában. De a mókusok váratlanul három, a The Chipettes néven ismert éneklő mókusban találkoznak meccsükkel - Brittany (Christina Applegate), Jeanette (Anna Faris) és Eleanor (Amy Poehler). Romantikus és zenei szikrák gyulladnak meg, amikor a mókusok és a csipszek elszakadnak.

### Alvin és a mókusok 3. (2011)
Dave (Jason Lee), a mókusok és a csipkék szórakozást és huncutságot élveznek egy luxus körutazáson, mire a tengeri nyaralásuk váratlan kitérőt tesz egy ismeretlen szigetre. Minél keményebben keres Alvin (Justin Long) és barátai egy utat a civilizációhoz, annál nyilvánvalóbbá válik, hogy nincsenek egyedül ezen az eldugott szigeti paradicsomon.

### Alvin és a mókusok – A mókás menet (2015)
Félreértések sorozatán keresztül Alvin (Justin Long), Simon (Matthew Gray Gubler) és Theodore (Jesse McCartney) meggyőződnek arról, hogy Dave (Jason Lee) felajánlja új barátnőjének Miamiban ... és kidobja őket. Három nap áll rendelkezésükre, hogy eljussanak hozzá és megállítsák a javaslatot, és nemcsak Dave elvesztésétől, hanem esetleg egy szörnyű mostohatestvér megszerzésétől is megtakarítják magukat.